# Хосе де Чуррігера

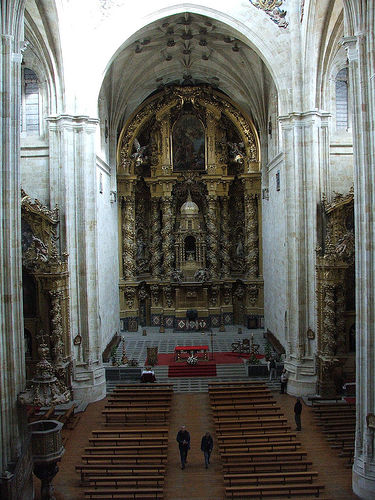
Головний вівтар церкви Св. Естебана, Саламанка

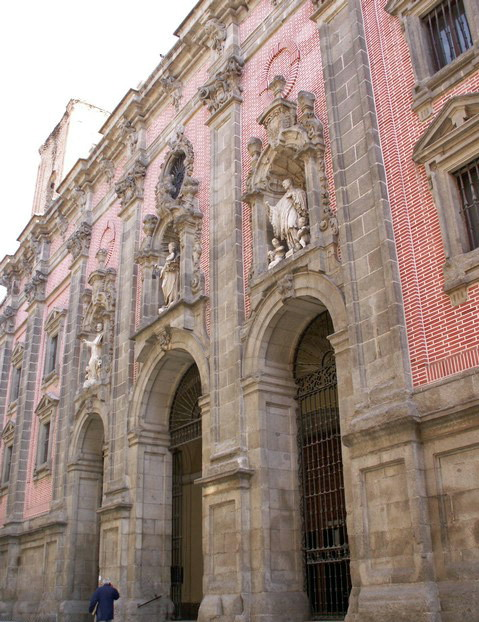
Церкв Св. Каєтано, Мадрид

Хосé Беніто де Чуррігéра (ісп. José Benito de Churriguera; 21 березня 1665, Мадрид, Іспанія — 2 березня 1725, Мадрид, Іспанія) — найвідоміший представник родини архітекторів Чуррігера, ім'ям яких названо химерний архітектурний стиль чуррігереско. Архітекторами були також його брати, Хоакін (1674—1724) і Альберто (1676—1740). Хосé Беніто де Чуррігéра працював у стилі пізнього бароко й рококо.

## Творчість
Дотримуючись традицій родини, спочатку займався різьбленням по дереву та скульптурою. Натхненний творчістю Франческо Борроміні та Гваріно Гваріні, він створював ретабло для мадридських церков.
У 1709 він звернувся до архітектури та підготував проект села Нуево-Бастан недалеко від Мадриду, що став одним з найбільших містобудівних планів Іспанії того часу. За своїми проектами він звів у селі палац, церкву та мануфактуру.
У 1722-1723 Чуррігера працював над ратушею Саламанки. Разом зі своїми молодшими братами Хоакіном і Альберто він створив пишний стиль пізнього іспанського бароко, який згодом отримав його ім'я.
У своїх роботах поєднував прийоми бароко з окремими мотивами готики та платереско (іспанський варіант ренесансу). Застосовував химерну орнаментику, вигнуті хвилеподібні карнизи, колони, рясний скульптурний декор. Найвидатніші його роботи:
- Ретабло церкви Сан-Естебан у Саламанці (1693—1696).
- Палац в Мадриді, нині Королівська академія витончених мистецтв Сан-Фернандо (1689).
- План міста Нуево-Бастан, з палацом, церквою та фабрикою (1709—1713).